# Brasiliorchis kautskyi
Brasiliorchis kautskyi là một loài thực vật có hoa trong họ Lan. Loài này được (Pabst) R.B.Singer, S.Koehler & Carnevali mô tả khoa học đầu tiên năm 2007.